# 櫻田門站
櫻田門站（日语：／ Sakuradamon eki */?）是位於日本東京都千代田區霞關，屬於東京地下鐵有樂町線的鐵路車站。車站編號是Y 17。

## 歷史
- 1974年（昭和49年）10月30日：本站開業。
- 2004年（平成16年）4月1日：營團地下鐵民營化，本站由東京地下鐵接手經營。新木場側剪票口與月台之間設有電梯。兩側剪票口皆有廁所。

## 車站構造

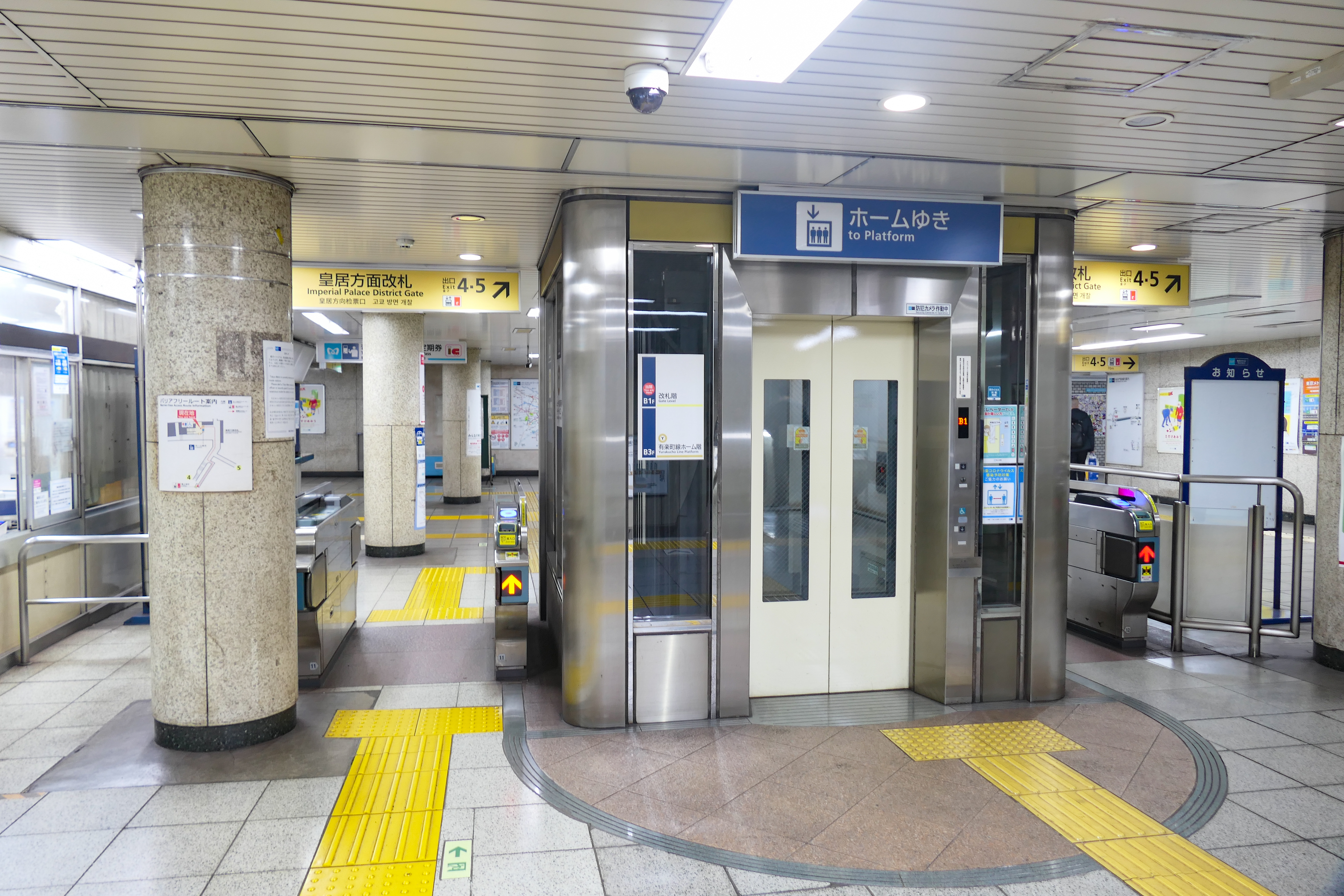
往皇居方向的驗票閘口（2023年3月）
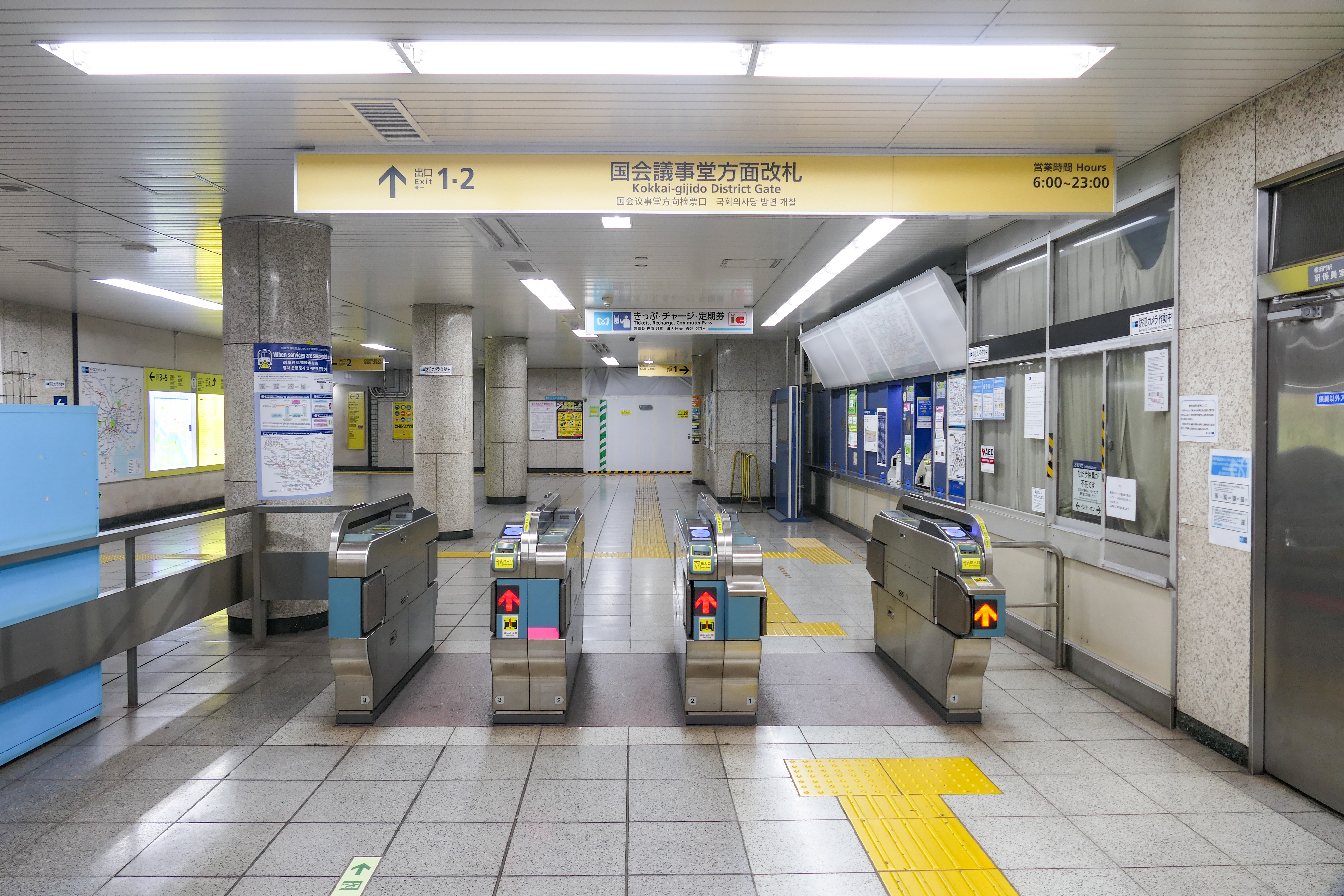
往國會議事堂方向的驗票閘口（2023年3月）
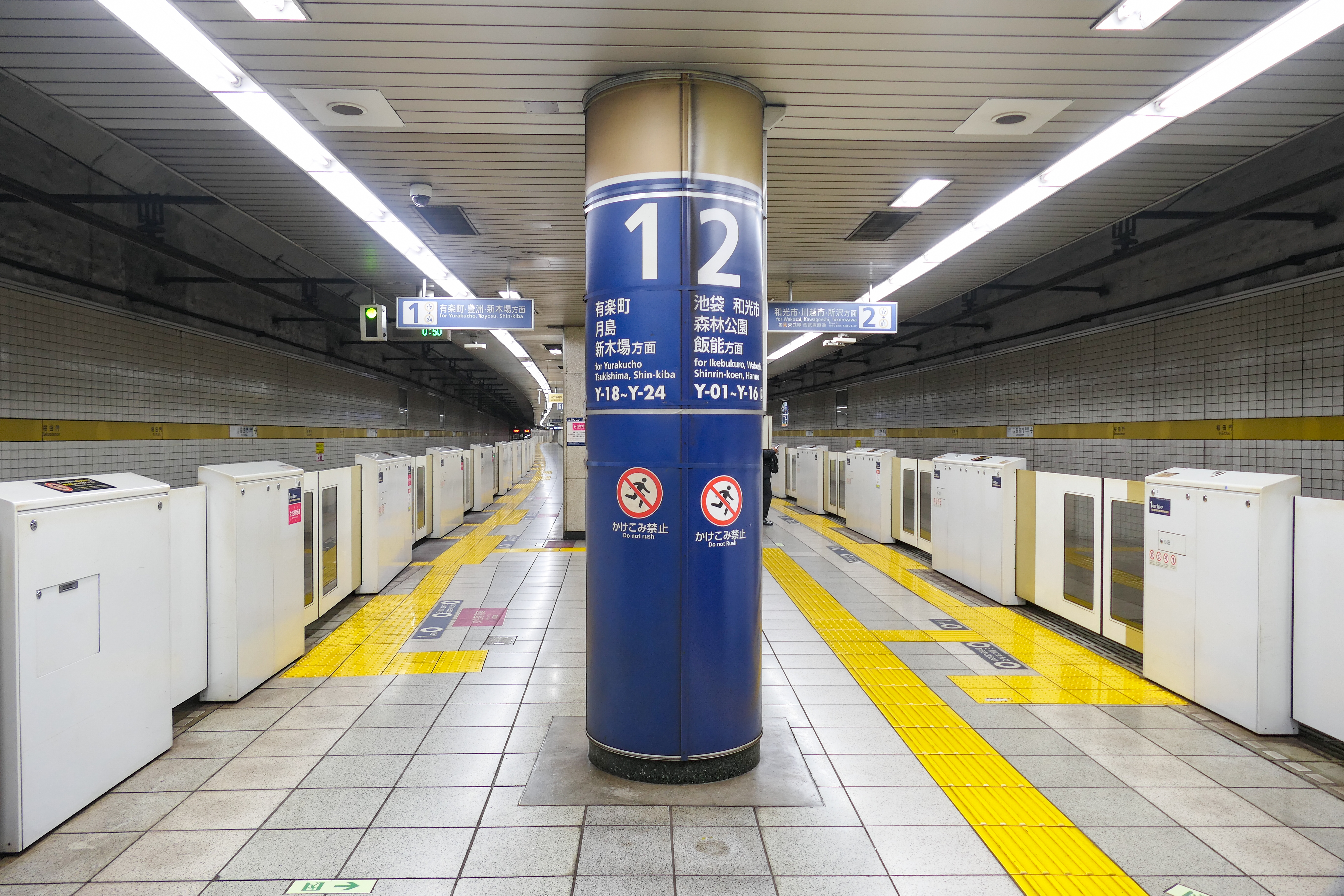
1號與2號月台（2023年3月）

本站為島式月台1面2線的地下車站。新木場側驗票口與月台間設有電梯，而兩側的車站大廳皆設有廁所。

### 月台配置
| 月台 | 路線     | 目的地                           | 備註 |
| ---- | -------- | -------------------------------- | --- |
| 1    | 有樂町線 | 有樂町、月島、新木場方向         | |
| 2    | 有樂町線 | 池袋、和光市、森林公園、飯能方向 | 和光市站直通 東武東上線（直通至森林公園站）、或 小竹向原站直通 西武池袋線（經 西武有樂町線直通至飯能站） |

（來源：東京地下鐵:構內圖 （页面存档备份，存于））

### 與千代田線的連絡線
本站與鄰站永田町站之間有往千代田線霞關站方向的聯絡線。有樂町線、副都心線、南北線與埼玉高速鐵道要進行車輛檢查時，會經由此條聯絡線回送至千代田線綾瀨車輛基地。
1990年代後半起，東京灣大華火祭的特別列車運行與千代田線車輛更新等須從千代田線回送往有樂町線時會使用本線。2008年3月至2011年9月的小田急電鐵特急浪漫特快臨時列車「Bay Resort」也利用此線前往新木場方向。

## 利用狀況
2017年度1日平均上下車人次為13,114人，在東京地下鐵全部130個車站當中排名第128位。是有樂町線24站中運量最少的車站。
本站位於霞關官廳街，鄰近法務省、警視廳、國土交通省。
近年1日平均上下車、上車人次變化如下表。
| 年度               | 1日平均 上下車人次 | 1日平均 上車人次 | 來源     |
| ------------------ | ------------------ | ---------------- | -------- |
| 1992年（平成04年） |                    | 6,638            | [ * 1 ]  |
| 1993年（平成05年） |                    | 6,652            | [ * 2 ]  |
| 1994年（平成06年） |                    | 6,458            | [ * 3 ]  |
| 1995年（平成07年） |                    | 6,399            | [ * 4 ]  |
| 1996年（平成08年） |                    | 6,378            | [ * 5 ]  |
| 1997年（平成09年） |                    | 6,301            | [ * 6 ]  |
| 1998年（平成10年） |                    | 6,463            | [ * 7 ]  |
| 1999年（平成11年） |                    | 6,344            | [ * 8 ]  |
| 2000年（平成12年） |                    | 6,364            | [ * 9 ]  |
| 2001年（平成13年） |                    | 6,337            | [ * 10 ] |
| 2002年（平成14年） |                    | 5,896            | [ * 11 ] |
| 2003年（平成15年） | 11,872             | 5,863            | [ * 12 ] |
| 2004年（平成16年） | 11,662             | 5,849            | [ * 13 ] |
| 2005年（平成17年） | 11,740             | 5,838            | [ * 14 ] |
| 2006年（平成18年） | 12,083             | 6,011            | [ * 15 ] |
| 2007年（平成19年） | 12,795             | 6,404            | [ * 16 ] |
| 2008年（平成20年） | 12,887             | 6,408            | [ * 17 ] |
| 2009年（平成21年） | 13,173             | 6,559            | [ * 18 ] |
| 2010年（平成22年） | 13,348             | 6,657            | [ * 19 ] |
| 2011年（平成23年） | 13,062             | 6,561            | [ * 20 ] |
| 2012年（平成24年） | 13,517             | 6,800            | [ * 21 ] |
| 2013年（平成25年） | 13,566             | 6,827            | [ * 22 ] |
| 2014年（平成26年） | 13,742             | 6,904            | [ * 23 ] |
| 2015年（平成27年） | 14,082             | 7,115            | [ * 24 ] |
| 2016年（平成28年） | 13,898             | 7,005            | [ * 25 ] |
| 2017年（平成29年） | 13,114             |                  |          |

## 車站周邊
- 皇居
  - 皇居內堀（櫻田濠、凱旋濠）
  - 櫻田門
  - 皇居外苑
  - 二重橋
- 警視廳 - 「櫻田門」也是警視廳的代名詞。
- 法務省舊本館
  - 法務綜合研究所（日语：法務総合研究所）
  - 法務資料展示室
- 霞關站（東京地下鐵丸之內線、日比谷線、千代田線）
- 國會議事堂
- 國會前庭（日语：国会前庭）
- 中央合同廳舍
- 櫻田通（國道1號）
- 晴海通
- 高速都心環狀線霞關入口（內回、外回）
- 三宅坂（日语：三宅坂）

## 可供轉乘的巴士路線
警視廳前停留所
- 都營巴士
  - <都03> 經銀座四丁目往晴海埠頭／經半藏門往四谷站

## 相鄰車站
東京地下鐵
 有樂町線
永田町（Y 16）－櫻田門（Y 17）－有樂町（Y 18）

### 來源
東京都統計年鑑
1. ↑  .   [2017-05-03]. （原始内容存档于2013-08-15）.
2. ↑  .   [2017-05-03]. （原始内容存档于2013-02-03）.
3. ↑  .   [2017-05-03]. （原始内容存档于2013-02-03）.
4. ↑  .   [2017-05-03]. （原始内容存档于2013-02-03）.
5. ↑  .   [2017-05-03]. （原始内容存档于2013-02-03）.
6. ↑  .   [2017-05-03]. （原始内容存档于2016-03-04）.
7. ↑  東京都統計年鑑（平成10年）PDF
8. ↑  東京都統計年鑑（平成11年）PDF
9. ↑  .   [2017-05-03]. （原始内容存档于2016-03-04）.
10. ↑  .   [2017-05-03]. （原始内容存档于2016-03-04）.
11. ↑  .   [2017-05-03]. （原始内容存档于2017-07-29）.
12. ↑  .   [2017-05-03]. （原始内容存档于2017-07-29）.
13. ↑  .   [2017-05-03]. （原始内容存档于2017-07-29）.
14. ↑  .   [2017-05-03]. （原始内容存档于2017-07-29）.
15. ↑  .   [2017-05-03]. （原始内容存档于2017-07-29）.
16. ↑  .   [2017-05-03]. （原始内容存档于2017-07-29）.
17. ↑  .   [2017-05-03]. （原始内容存档于2017-07-29）.
18. ↑  .   [2017-05-03]. （原始内容存档于2016-03-26）.
19. ↑  東京都統計年鑑（平成22年）[永久]
20. ↑  東京都統計年鑑（平成23年）[永久]
21. ↑  東京都統計年鑑（平成24年）[永久]
22. ↑  東京都統計年鑑（平成25年）[永久]
23. ↑  .   [2017-05-03]. （原始内容存档于2017-07-30）.
24. ↑  .   [2019-01-11]. （原始内容存档于2018-11-09）.
25. ↑  .   [2019-01-11]. （原始内容存档于2019-05-02）.

## 外部連結
- 櫻田門/Y17 | 路線・車站資訊 | 東京地下鐵